# Leylandgetal
Een leylandgetal in de getaltheorie is een getal van de vorm
{\displaystyle x^{y}+y^{x}}
waar x en y gehele getallen groter dan 1 zijn. Ze zijn vernoemd naar de wiskundige Paul Leyland. De eerste leylandgetallen zijn
8, 17, 32, 54, 57, 100, 145, 177, 320, 368, 512, 593, 945, 1124 (rij A076980 in OEIS).
De eis dat x en y beide groter dan 1 zijn is belangrijk, omdat anders elk positief getal een leylandgetal zou zijn van de vorm x1 + 1x. Daarnaast wordt meestal, vanwege de commutativiteit van optellen, de eis x ≥ y toegevoegd, om te voorkomen dat elk leylandgetal op twee manieren beschreven kan worden (er geldt dus 1 < y ≤ x).

## Leylandpriemgetallen
Een leylandpriemgetal is een leylandgetal dat ook een priemgetal is. De eerste leylandpriemgetallen zijn:
17, 593, 32993, 2097593, 8589935681, 59604644783353249, 523347633027360537213687137, 43143988327398957279342419750374600193, ... (rij A094133 in OEIS)
welke overeenkomen met
32+23, 92+29, 152+215, 212+221, 332+233, 245+524, 563+356, 3215+1532.
Men kan ook de waarde voor y vast zetten en de rij van x-waarden beschouwen die leylandpriemgetallen geeft. Zo is bijvoorbeeld x2 + 2x priem voor x = 3, 9, 15, 21, 33, 2007, 2127, 3759, ... (rij A064539 in OEIS).

## Leylandgetallen van de tweede soort
Een leylandgetal van de tweede soort is een getal van de vorm
{\displaystyle x^{y}-y^{x}}
waar x en y gehele getallen groter dan 1 zijn.
Een leylandpriemgetal van de tweede soort is een leylandgetal van de tweede soort dat ook priemgetal is. De eerste van zulke priemgetallen zijn:
7, 17, 79, 431, 58049, 130783, 162287, 523927, 2486784401, 6102977801, 8375575711, 13055867207, 83695120256591, 375700268413577, 2251799813682647, ... (rij A123206 in OEIS)